# Пискавица (Бања Лука)
Пискавица је насељено мјесто и мјесна заједница на подручју града Бање Луке, Република Српска, БиХ.
Овде се налазе Црква Вазнесења Господњег у Горњој Пискавици и Црква Свете Тројице у Доњој Пискавици.

## Географски положај
Пискавица је удаљена око 30 km западно од Бање Луке према Приједору. Налази се у Поткозарју. Подијељена је на двије мјесне заједнице:
- МЗ Пискавица (поред дијела Пискавице, обухвата и насељено мјесто Радосавска) и
- МЗ Горња Пискавица.

## Историја

### Други свјетски рат
У селу Пискавици, срез Бања Лука, усташе су на дан Св. три Јерарха 1942. године побили 126 лица. Долазећи од Бање Луке возом, усташе су напустиле воз код железничке станице Ивањска, распоредиле се и пошле у село, убијајући свакога на кога су наишли на путу или кућама.

## Култура и образовање
У Пискавици се налазе деветогодишња Основна школа „Свети Ћирило и Методије“, Дом културе, КУД Пискавица као и трећелигашки фудбалски клубoви Слобода и ФК Пискавица 2023.У организацији КУД Пискавица и Туристичке организације града Бање Луке сваке године у љето одржава се Међународни фестивал фолклора „Козарски етно“ којим се промовише културно насљеђе Козаре и Поткозарја. Осми по реду „Козарски етно“ одржан је 2012.

## Споменик
Споменик је посвећен генералу Војске Републике Српске Момиру Талићу (1942—2003). Налази се на мјесту гдје је сахрањен.

## Становништво
|             | 2013.          | 1991.          | 1981.          | 1971.          |
| Укупно      | 2 673 (100,0%) | 3 798 (100,0%) | 4 393 (100,0%) | 4 905 (100,0%) |
| Срби        | 2 661 (99,55%) | 3 729 (98,18%) | 4 222 (96,11%) | 4 863 (99,14%) |
| Хрвати      | 8 (0,299%)     | 15 (0,395%)    | 9 (0,205%)     | 16 (0,326%)    |
| Украјинци   | 1 (0,037%)     | –              | –              | –              |
| Босанци     | 1 (0,037%)     | –              | –              | –              |
| Неизјашњени | 1 (0,037%)     | –              | –              | –              |
| Непознато   | 1 (0,037%)     | –              | –              | –              |
| Југословени | –              | 27 (0,711%)    | 134 (3,050%)   | 17 (0,347%)    |
| Остали      | –              | 26 (0,685%)    | 22 (0,501%)    | 8 (0,163%)     |
| Бошњаци     | –              | 1 (0,026%)1    | 2 (0,046%)1    | –              |
| Црногорци   | –              | –              | 3 (0,068%)     | 1 (0,020%)     |
| Словенци    | –              | –              | 1 (0,023%)     | –              |

1. 1 На пописима од 1971. до 1991. Бошњаци су пописивани углавном као Муслимани.

МЗ Пискавица:
| Националност       | 1991. |
| Срби               | 2.630 |
| Југословени        | 23    |
| Хрвати             | 18    |
| Муслимани          | 1     |
| остали и непознато | 30    |
| Укупно             | 2.702 |

МЗ Горња Пискавица:
| Националност       | 1991. |
| Срби               | 1.266 |
| Југословени        | 9     |
| остали и непознато | 5     |
| Укупно             | 1.280 |

| Демографија | Демографија | Демографија |
| Година      | Становника  | Становника  |
| ----------- | ----------- | ----------- |
| 1948.       | 3.613       |             |
| 1953.       | 4.093       |             |
| 1961.       | 4.760       |             |
| 1971.       | 4.905       |             |
| 1981.       | 4.393       |             |
| 1991.       | 3.810       |             |
| 2013.       | 2.673       |             |

## Знамените личности
- Лука Ковачевић, епископ Српске православне цркве
- Момир Талић, генерал Војске Републике Српске
- Бранислав Талић, професор универзитета у Београду